# Fidó de Corint
Fidó (en llatí Pheidon, en grec antic Φείδων) fou un antic legislador corinti de data desconeguda, de qui Aristòtil, diu que va establir un nombre fix i immutable de ciutadans, nombre que no podia ser canviat; en la seva legislació, igualitària en nombre no se n'igualava la propietat.
Se l'ha confós amb Fidó, tirà d'Argos, del mateix nom.